# Vêlage (mise bas)
Pour les articles homonymes, voir Vêlage.

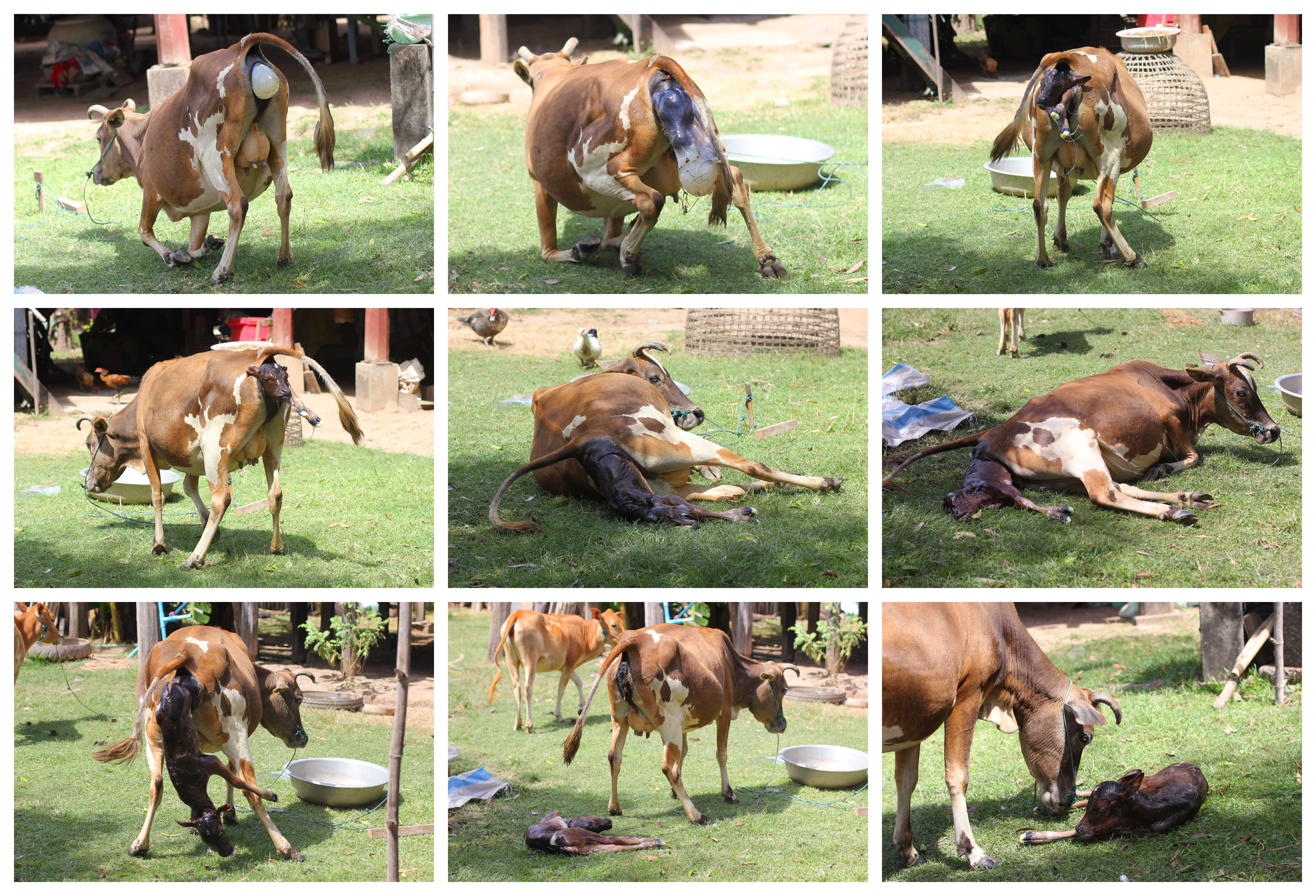
Vêlage : la naissance d'un veau, pas à pas

Le vêlage est la mise bas chez les vaches.
Les semaines précédant le vêlage sont marquées par une préparation progressive de la vache à cette étape, que l’on peut observer par le gonflement du pis, le relâchement de certains ligaments, des variations de la température corporelle. Le vêlage se déclenche à la suite d'une activité hormonale, dont le fœtus est à l’origine.
Parfois, le vêlage ne se déroule pas dans des conditions optimales. On parle alors de dystocie. Les dystocies peuvent être liées à la vache (ouverture pelvienne insuffisante, torsion de matrice) ou au veau (trop gros). En élevage, on remédie à ces problèmes par l’intervention humaine pour tirer le veau, voire dans des cas plus extrêmes réaliser une césarienne ou même une embryotomie.
À la suite du vêlage s’instaure rapidement une relation entre la mère et le jeune. Celui-ci tête le colostrum qui lui permet de développer ses défenses immunitaires.

## La gestation
Chez la vache, la gestation dure généralement entre 280 et 284 jours.

### Le contrôle endocrinien de la gestation
La production de progestérone par le corps jaune est indispensable pour permettre la gestation. Le corps jaune, formé lors de l’ovulation ayant conduit à la fécondation, est donc présent tout au long de la gestation, empêchant le début d’un nouveau cycle sexuel. C’est pourquoi la période de la gestation se caractérise par une absence de chaleurs chez la vache. Afin de maintenir le corps jaune et ainsi la gestation, l'embryon produit un signal spécifique qui empêche la lutéolyse, qui, sans celui-ci, serait déclenchée à la fin du cycle œstral. Les embryons bovins produisent et libèrent très précocement une protéine spécifique de la gestation, l'interféron-tau. Celui-ci agit en inhibant les récepteurs à l’ocytocine situés dans l’épithélium de l’utérus et en inhibant la synthèse de prostaglandines, sans lesquelles le corps jaune ne peut être détruit.

### Le fœtus durant la gestation
| Mois de gestation | Poids du fœtus (kg) | Taille du fœtus (cm) | Poids de l'utérus gravide (kg) | Stade de développement                       |
| 2e mois           | 0,1 à 0,2           | 6 à 7                | 1,3                            | ébauche des membres                          |
| 4e mois           | 0,8 à 1             | 14 à 28              | 6,5                            | apparition des organes génitaux externes     |
| 6e mois           | 3 à 8               | 25 à 50              | 20                             | poils sur les oreilles, le front et la queue |
| 8e mois           | 8 à 15              | 40 à 60              | 40 à 45                        | poils sur les membres                        |
| 9e mois           | 20 à 50             | 65 à 85              | 45 à 80                        | poils sur tout le corps                      |

## Vêlages avant terme: les avortements
Les avortements sont très rares chez les bovins. Ils sont bien souvent précédés par la mort du fœtus, touché directement ou par le biais d’une affection du placenta. L’avortement peut être lié à un traumatisme rencontré par l’animal, à l’utilisation abusive d’un traitement ou par une alimentation déséquilibrée ou contenant des toxines susceptibles d’atteindre la bonne santé du fœtus, mais la cause la plus fréquente est la contamination par un agent infectieux. La brucellose a longtemps constitué la première cause d’avortement, mais la lutte approfondie contre cette maladie qui pouvait se transmettre à l’homme a permis de l’éradiquer dans certains pays comme en France. La salmonellose ne provoque pas forcément l’avortement, et si c’est le cas il se tient généralement lors du 7e mois de gestation. L’aspergillose est due à un champignon que l’on rencontre dans les moisissures du foin ou des pulpes de betteraves. Via la circulation sanguine, il arrive au placenta qu’il traverse parfois pour atteindre directement le fœtus et provoquer sa mort. La listériose provoque l’avortement 3 à 4 semaines après contamination de l’animal. Certaines maladies vénériennes comme la trichomonose et la campylobactériose peuvent être responsables d’avortements. La leptospirose peut elle aussi écourter la gestation, tout comme la diarrhée virale bovine (BVD), la chlamydiose ou la fièvre Q. On peut également ajouter à cette liste une maladie parasitaire, la néosporose, dont on connaît encore mal la prévalence chez les bovins. Cette maladie est due à un protozoaire et a longtemps été méconnue en élevage. Aujourd’hui, on considère que c’est une des explications les plus courantes des avortements chez les bovins.

## Préparation de la vache avant le vêlage
Chez la vache en fin de gestation, on commence par observer un développement de la mamelle. Il est précoce chez les primipares (environ un mois avant la parturition) et plus tardif chez les multipares (une semaine avant la parturition). La mamelle apparaît congestionnée, parfois même œdémateuse. Sous l’action des hormones, et notamment de la relaxine, les ligaments se ramollissent. Ainsi, on observe généralement un relâchement des ligaments sacro-sciatiques, situés à la base de la queue, et un affaissement de la mamelle dans les 24 heures qui précèdent la mise bas
On observe également une variation de la température chez les femelles prêtes à vêler. Les semaines précédents la mise bas, la température des animaux est anormalement élevée et atteint généralement 39 contre 38 °C en conditions normales. Environ 24 heures avant le vêlage, on observe une diminution brutale de la température d’au moins 0,5 °C pour s’abaisser à 38,4 °C. Cette caractéristique est couramment employée chez les éleveurs comme outil de prévision des vêlages.
Dans les instants qui précèdent le vêlage, la vache montre un comportement particulier. Elle est agitée, toujours en déplacement, et recherche l’isolement et un endroit pour mettre bas.

## Mécanismes de déclenchement du vêlage
Le déclenchement de la mise bas est induit par un mécanisme hormonal complexe. C’est le fœtus qui déclenche lui-même la cascade hormonale qui aboutira à son expulsion par la production par son hypothalamus d’ACTH. Celle-ci entraîne une production de corticoïdes par les surrénales fœtales, ces corticoïdes agissant directement sur le placenta de la vache en lui faisant produire des œstrogènes à la place de la progestérone. Les œstrogènes stimulent à leur tour la synthèse de relaxine, une hormone produite par le corps jaune et qui va permettre l’ouverture progressive du col utérin et le relâchement des ligaments sacro-sciatiques. Les œstrogènes stimulent également la synthèse de prostaglandines de type E, qui jouent un rôle dans le ramollissement du col, et de type F, qui vont lyser le corps jaune et donc stopper sa production de progestérone, puis provoquer les premières contractions myométriales une fois que la progestérone aura cessé de bloquer la parturition. La chute brutale du taux de progestérone explique la chute de température précédant le vêlage. Les contractions du myomètre permettent l’avancée progressive du fœtus dans la filière pelvienne. Cette avancée stimule la dilatation du col, ainsi que la production d’ocytocine qui va amplifier les contractions myométriales, jusqu’à expulsion du fœtus.

## Moment du vêlage

### Contractions
Ce sont les contractions du muscle utérin ou myomètre qui permettent au veau d’avancer dans la filière pelvienne lors du vêlage. Les contractions, appelées « coliques » débutent environ 6 heures avant la mise bas. Au début, elles sont peu rapprochées (toutes les 7 minutes) et ne durent que quelques secondes. Au fur et à mesure de l’avancée du vêlage, elles se rapprochent et s'allongent. À proximité du moment fatidique, elles durent une minute et sont espacées de ce même temps. À la suite de ces contractions répétées, le veau avance progressivement dans la filière pelvienne, franchit le col de l’utérus et arrive au niveau de la vulve. La tension interne fait alors rompre la poche allantoïdienne, ce qui entraîne l’écoulement des « premières eaux ».

### Expulsion du fœtus
Peu après l’éclatement de la poche allantoïde, la poche amniotique apparaît au niveau de l’ouverture vulvaire. Cette poche se déchire à son tour sous l’effet des efforts expulsifs de la vache. La tête et les pattes de devant se présentent rapidement au niveau de l’ouverture vulvaire, qui se dilate lentement pour permettre son passage. Cette phase du vêlage est la plus douloureuse pour la vache, et demande des efforts expulsifs importants. Une fois que la poitrine a franchi la filière pelvienne, il ne faut plus que quelques contractions avant que le veau entier ne soit expulsé, suivi du restant des eaux contenues dans les poches amniotique et allantoïdienne.
Ce n’est que lorsque le fœtus a complètement franchi l’ouverture vulvaire que son cordon ombilical se rompt.
La parturition est assez lente chez la vache, notamment chez les primipares. Sa durée peut varier entre 30 minutes et 3 heures. La séparation des cotylédons maternels d'avec les cotylédons fœtaux s'opère assez lentement, ce qui permet aux échanges circulatoires entre la mère et le veau de se poursuivre tardivement, jusqu’à l’expulsion du fœtus. C’est ce qui explique qu’un accouchement plus long chez cette espèce interfère moins avec les chances de survie du veau.

### Présentation du veau
En règle générale, le veau se présente en position dite « dorso-sacrée », avec les pattes antérieures et la tête qui parviennent les premiers à l’ouverture pelvienne. Toutefois, dans 5 % des cas, ce sont les pattes postérieures qui se présentent les premières. La parturition est alors légèrement plus lente, et les chances de survie du veau un peu inférieures car le cordon ombilical peut se rompre prématurément et provoquer ainsi l’asphyxie du veau.

### Naissances gémellaires

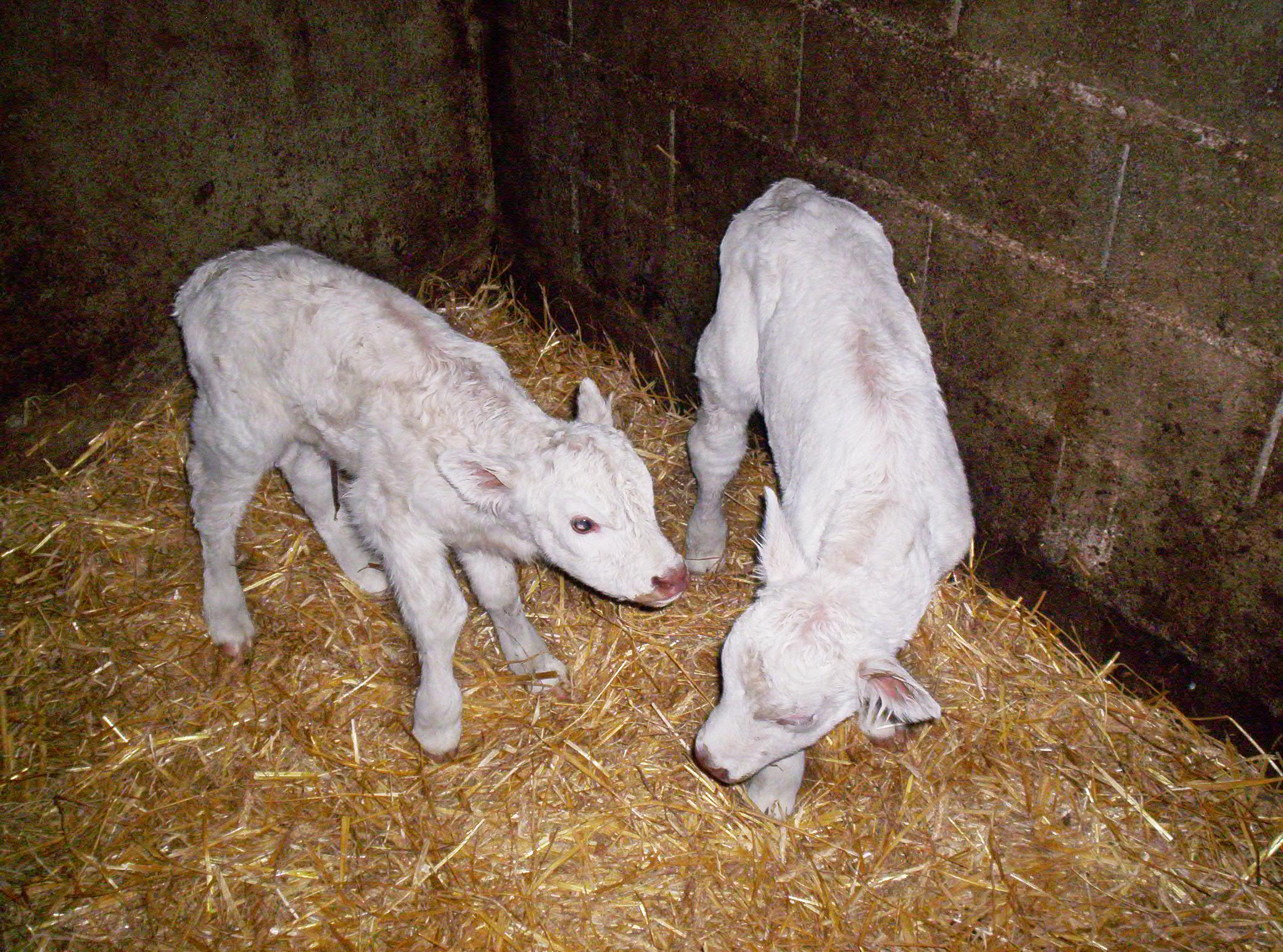
Veaux charolais jumeaux

Les naissances multiples sont relativement peu fréquentes chez les bovins, et on estime à 3 % la gémellité naturelle dans cette espèce. Elle s’accompagne généralement d’une réduction de 3 à 6 jours de la durée de gestation. Les gestations gémellaires peuvent également avoir certaines conséquences sur le déroulement du vêlage. Si le risque de disproportion entre le fœtus et le bassin de la mère est moins important, il y a une plus grande probabilité de malposition et de présentation simultanée des deux fœtus. De plus, la dilatation excessive de l’utérus qui porte des jumeaux peut conduire à une inertie utérine et des contractions insuffisantes. On observe que lors d’une gestation gémellaire, un des fœtus est souvent en présentation antérieure et l'autre en présentation postérieure. Les veaux jumeaux sont souvent plus faibles et souffrent plus fréquemment de maladies néonatales comme l’anoxie. Le nombre de veaux mort-nés est aussi plus important.
Dans les cas de faux jumeaux de sexes différents, la production de testostérone du fœtus mâle peut entraver le développement normal des appareils reproducteurs du fœtus femelle, entrainant une augmentation des cas de stérilité chez les génisses issues de telles gestations, en particulier lorsque les deux fœtus se développent dans la même corne utérine, ce qui augmente les risques de connexion des deux placentas. L’occurrence du free-martinisme est estimée de 90 à 95 % des cas lors des gestations gémellaires où les deux fœtus sont de sexes différents, qui représentent elles-mêmes de 42 à 46 % des cas de gémellité.

## Dystocies
Le terme dystocie désigne tout vêlage se déroulant avec difficulté, et nécessitant généralement une intervention humaine plus ou moins importante, de la simple traction à la césarienne ou l’embryotomie. Les dystocies peuvent être imputables au veau dans 60 % des cas ou à la mère dans 30 % des cas, 10 % de ces vêlages difficiles ne pouvant être attribués uniquement à l'un ou l'autre.

### Dystocies d’origine maternelle
Elles peuvent être par exemple induites par un dysfonctionnement des organes génitaux de la vache. Parmi ces dysfonctionnement, on compte l’inertie utérine. Il s’agit de l’incapacité du myomètre à se contracter suffisamment pour expulser le fœtus. Elle peut être liée à un développement insuffisant du myomètre ou à une production insuffisante de prostaglandine F2alpha. Cette hormone contrôle en effet le déclenchement des contractions utérines. Un déficit minéral en calcium ou magnésium peut également se traduire par une absence de contraction, ces ions intervenant dans la réponse du muscle à la stimulation de la prostaglandine. La progression normale du fœtus peut également être entravée par la non ouverture du col utérin, généralement liée à une insuffisance en ions Ca2+. Enfin, les primipares voient parfois leur parturition différée par une atrésie du vagin et de la vulve, qui ne nécessite que très rarement une intervention chirurgicale.
Le bassin de la vache joue un rôle important dans un vêlage. Il constitue un canal osseux que le veau doit obligatoirement franchir lors de la mise bas, et s’il est trop étroit cela peut compromettre le bon déroulement de cette étape. Le bassin est composé d’un plafond formé par le sacrum et les vertèbres coccygiennes, de coxaux qui forment les parois latérales, prolongées par les ligaments sacro-sciatiques et d’un plancher formé par la partie inférieure des coxaux et le pubis.

### Dystocies d’origine fœtale

#### Disproportion fœto-pelvienne
La très large majorité des dystocies sont liées à une disproportion de la taille du fœtus par rapport à celle de la filière pelvienne. Le problème peut provenir de la mère, qui peut présenter un canal pelvien particulièrement étroit, mais il est bien souvent lié à un veau trop gros. On rencontre plus couramment cette difficulté chez certaines races bovines que chez d’autres, dont les veaux ont tendance à être plus lourds. La blanc bleu belge est particulièrement concernée, notamment du fait de la présence du gène culard dans cette race. Toutefois, d’autres facteurs de la race entre en jeu comme l'âge de la vache (il y a plus de risques chez les génisses), le poids de la vache, le sexe du veau (plus de risques si le veau est un mâle), ou l'engraissement de la vache.

#### Mauvaise posture du fœtus
Le vêlage dystocique peut être lié à une position anormale du fœtus, qui entrave sa progression dans la filière pelvienne. Une intervention humaine peut être nécessaire pour remettre le fœtus en position convenable.

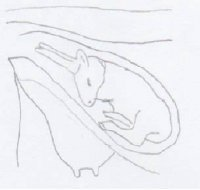
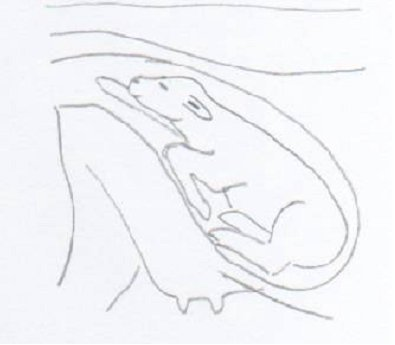
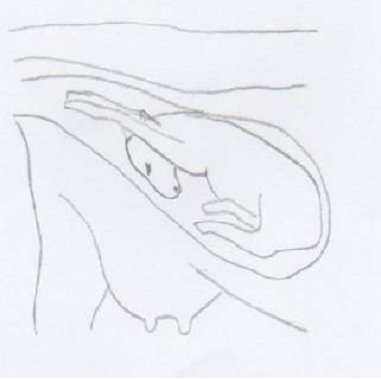
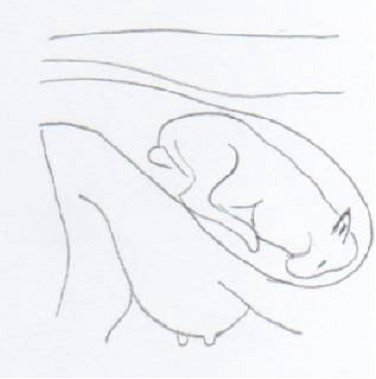
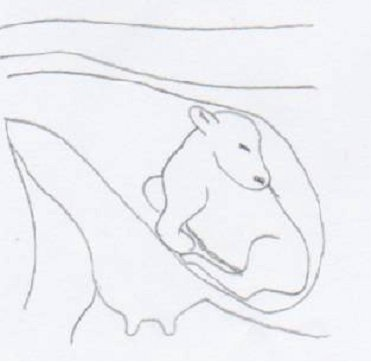
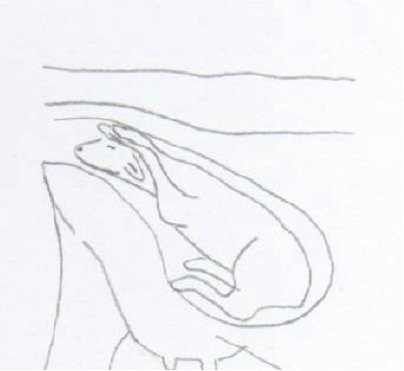
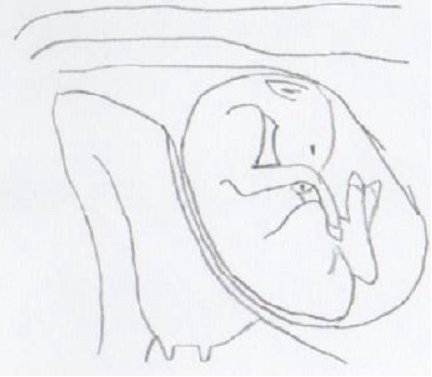
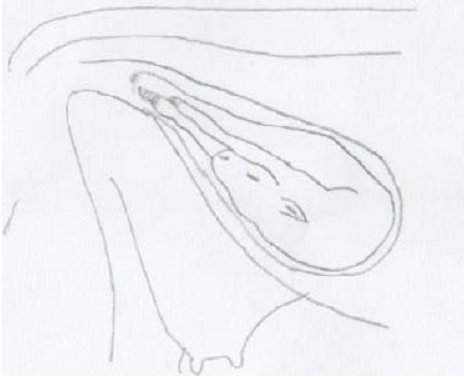

### Intervention humaine
Parfois, l'homme doit intervenir pour que le vêlage se déroule au mieux. Cette intervention humaine n'est pas nouvelle. En effet, la mise bas des vaches est une scène fréquente dans l’art égyptien, et dans la quasi-totalité des représentations des vachers aident les bêtes à vêler, indiquant l'importance de l'intervention humaine dès l'Égypte antique. Il est par ailleurs probable que les Égyptiens savaient pratiquer certains gestes obstétricaux simples, comme en témoigne le « papyrus gynécologique », retrouvé avec le « papyrus vétérinaire de Kahun » et parlant vraisemblablement d'obstétrique animale.

#### Traction
Lorsque les contractions de la vache se montrent insuffisantes pour permettre l’expulsion du veau, l’homme peut intervenir en tirant le veau. Pour effectuer une force de traction, il faut attacher des lacs de vêlages aux membres du veau qui sont visibles (généralement les pattes avant). Ces lacs sont reliés à un petit bâton qui facilite la traction par l’homme. Mais une aide mécanique est parfois indispensable pour exercer une force suffisante. Les vêleuses permettent d’exercer une force de traction pouvant s’élever jusqu’à 450 kg, contre 70 kg pour les contractions de la vache.

#### Césarienne

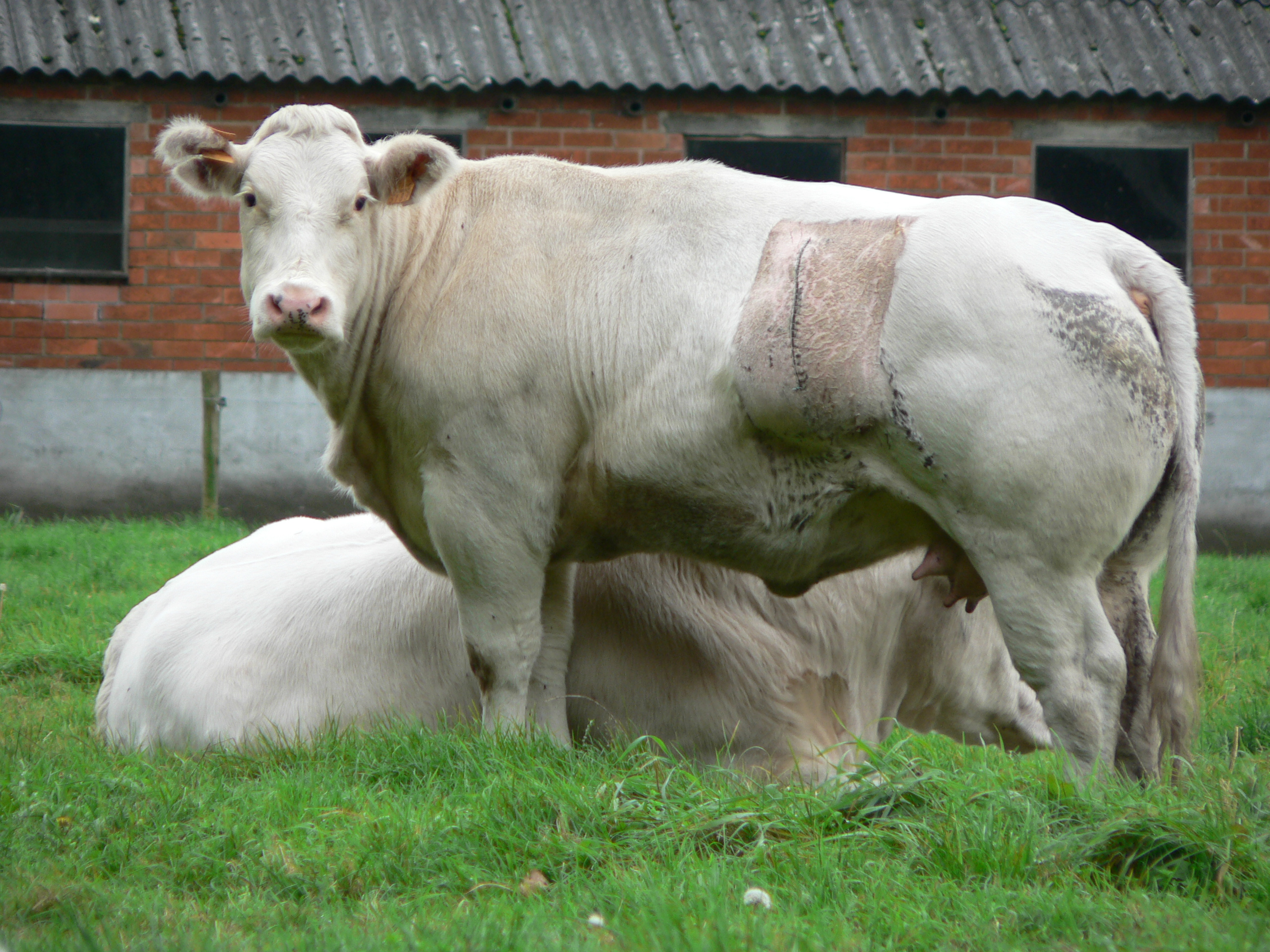
Vache blanc bleu belge ayant subi une césarienne

La césarienne permet de sortir le veau sans passer par les voies naturelles, ce qui peut se montrer indispensable lorsque le veau est très gros par rapport à l’ouverture pelvienne de la mère. L'incidence des césariennes en élevage varie principalement suivant la race. Elles sont très fréquentes chez la blanc bleu belge pour laquelle 69 % des vêlages se font par césarienne, courantes chez la charolaise (4 % des vêlages) et plutôt rares chez les autres races.
La césarienne se réalise généralement du côté gauche, de façon à ne pas être gêné par les intestins, mais elle peut également s'effectuer à droite.

#### Embryotomie
L'embryotomie est une pratique permettant l’extraction du veau lorsque celui-ci est mort et qu’il est impossible de le sortir par traction sans risques pour la vache. Elle consiste à sectionner le veau en plusieurs parties. Il s’agit d’une méthode obstétricale sanglante, la seule qui pouvait être pratiquée avant les années 1950 et le développement de la pratique de la césarienne.

#### Complications
Une intervention humaine au cours d’un vêlage peut rencontrer diverse complications. Tout d’abord, la traction exercée sur le veau peut provoquer des lésions aux voies génitales de la vache. Ensuite, il peut arriver que la partie antérieure du veau s’engage jusqu’au thorax mais que la partie postérieure reste coincée. On parle alors de veau incarcéré. La survie du veau est alors compromise car il y a pression sur son cordon ombilical. Si l'extraction de la partie antérieure du veau est passée sans problème, on considère que le veau peut supporter la situation durant 5 à 7 minutes. Si l'extraction de la partie antérieure du veau a été difficile, le veau ne supportera pas l'incarcération.

### Conséquences des dystocies en élevage
Les dystocies ont diverses conséquences préjudiciables en élevage. Elles augmentent de manière significative les risques de mortinatalité du veau, et les veaux nés sont plus sujets à la mortalité précoce et aux maladies. En effet, leur immunité est souvent défaillante. Pour la mère, il y a un risque de mortalité supérieure lors d’un vêlage dystocique, ainsi qu’un risque d’altérer sa fertilité future et de contracter plus facilement des maladies puerpérales.
Elles ont également un coût économique direct pour l’éleveur lié aux frais vétérinaires.

## Lien mère jeune

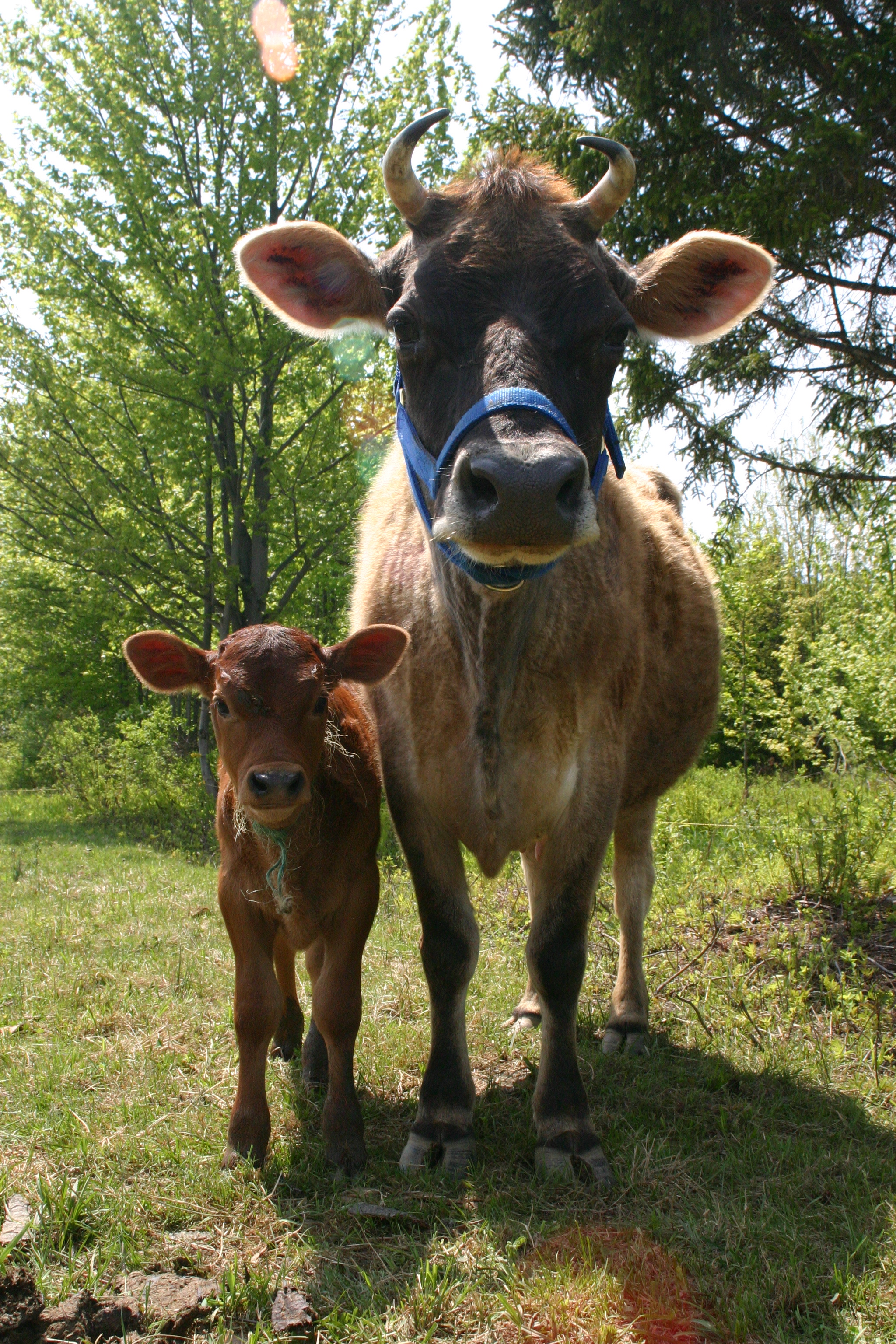
Vache Jersey avec son veau

La relation entre la mère et son veau s'établit dans les heures qui suivent le vêlage, et sa qualité conditionne la survie du veau. Peu de temps avant la mise bas, la vache s'isole, ce qui permet d'éviter que d'autres membres du troupeau interfèrent dans sa relation avec son veau. Le comportement maternel au moment de la parturition est également conditionné par la concentration en ocytocine. Cette hormone facilite la reconnaissance et la mémorisation du veau. Les primipares, qui s'explique d'une part par leur manque d'expérience, et d'autre part par leur moindre synthèse d'ocytocine.[pas clair] Juste après le vêlage, la vache est fortement attirée par le liquide amniotique, et s'approche donc rapidement de son veau. Elle le lèche alors soigneusement jusqu'à ce qu'il soit sec.

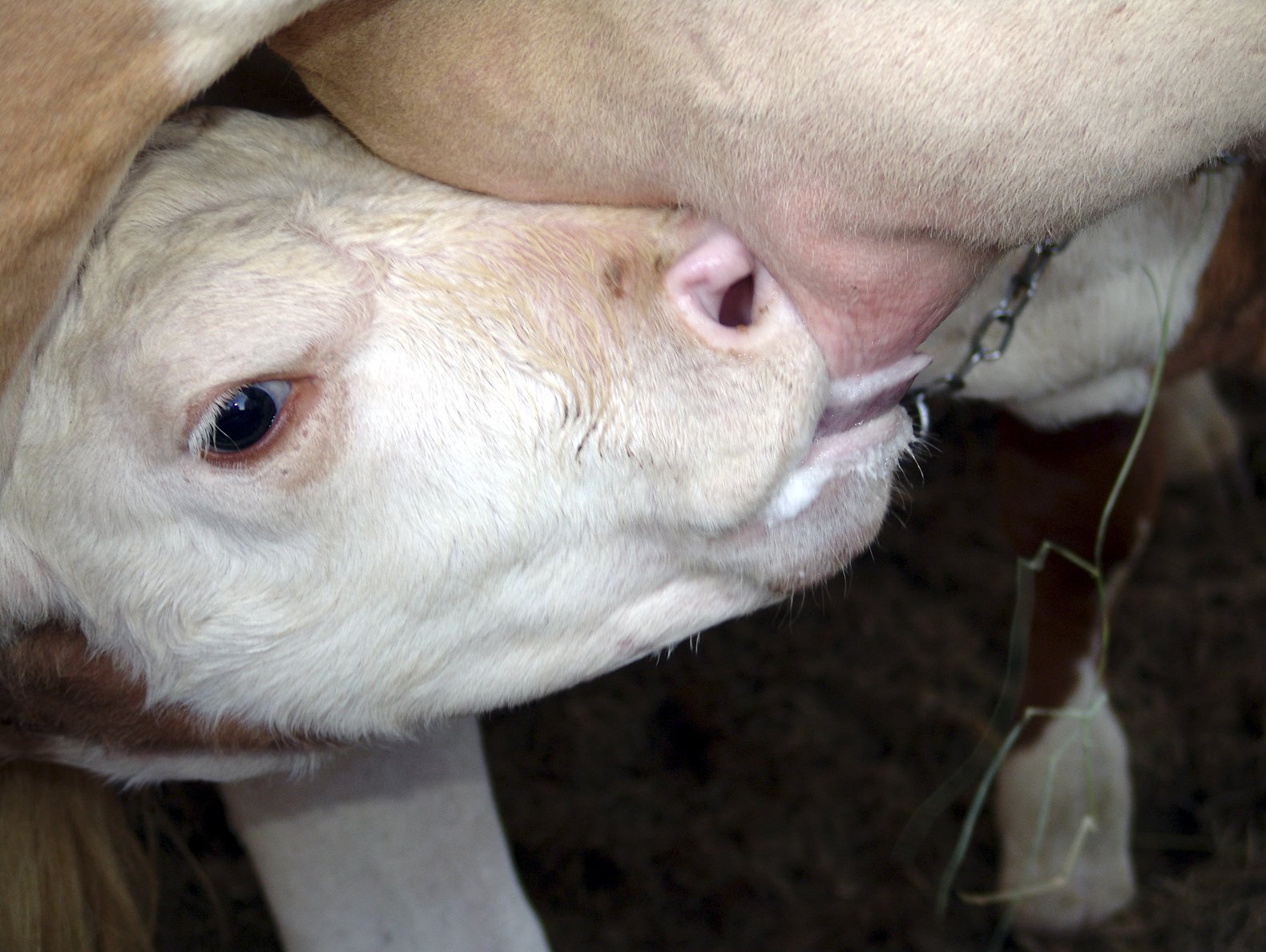
Veau tétant sa mère

Il doit ensuite téter sa mère. Le lait produit par la vache au cours des jours suivant le vêlage est appelé colostrum. Il est particulièrement riche en vitamines, et surtout en immunoglobulines qui vont permettre au veau d’acquérir une première immunité. Ce colostrum doit être ingéré le plus rapidement possible après la naissance. En effet, au cours du temps, la sécrétion lactée de la vache est de moins en moins concentrée en immunoglobulines et la paroi intestinale du veau est de moins en moins perméable à ces anticorps. C’est pourquoi on considère que le colostrum doit être ingéré dans les 12 heures suivant le vêlage.

## Jeune veau

### La mortinatalité

#### Les anomalies génétiques et monstres
Les monstres simples correspondent à un fœtus unique plus ou moins difforme. On distingue les autosites, les omphalosites, les parasites, qui forment une masse informe, dépourvue de véritable cordon ombilical et implantée directement sur les parois utérines par un plexus vasculaire, et les anidiens, masses sphériques recouvertes de poils et contenant des tissus musculaires, graisseux et osseux, le tout relié à l’utérus.
Les monstres doubles sont des vrais jumeaux incomplètement séparés. Ils peuvent être de plusieurs types. Les eusophaliens et monophaliens ont deux têtes et quatre paires de membres et sont réunis par une partie quelconque du corps, généralement les parois ventrale et sternale. Certains monstres ont un corps normalement constitué de 2 paires de membres, mais pourvu de deux têtes (monosomiens) ou de deux têtes et deux thorax (sysomiens). Au contraire, les sycéphaliens et monocéphaliens ont un corps double réuni en une seule tête, ou avec des parties de la tête communes. Parfois, un des fœtus est incomplet, réduit à un ou deux membres, et se trouve implanté sur l'autre complètement développé et sur lequel il vit en parasite.

#### Les maladies néonatales

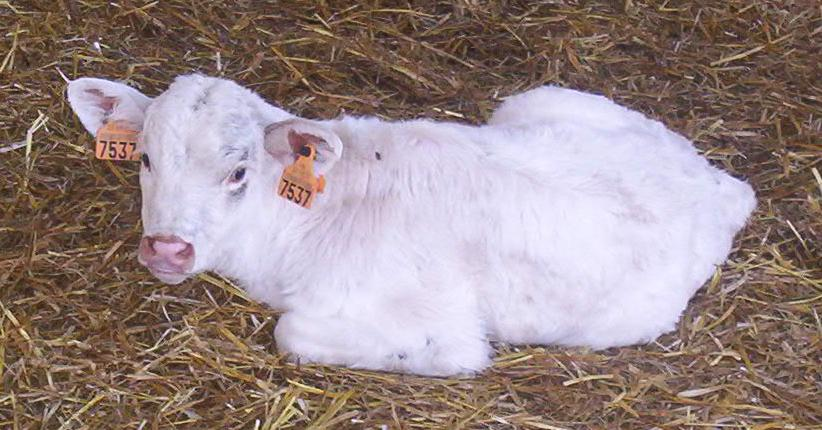
Veau charolais couché dans la paille

Le risque principal qu’encourt le veau lors de la mise bas est le manque d’oxygène ou anoxie. Celui-ci peut survenir pour diverses raisons. Tout d’abord, lorsqu’une vache est déjà épuisée par un vêlage difficile, l’approvisionnement du veau en oxygène au cours du vêlage n’est pas assuré. De plus, si la mise bas traîne en longueur, l’approvisionnement en oxygène du veau est interrompu environ 6 heures après que la rupture de la poche des eaux car le placenta commence à se détacher. L’anoxie est une cause favorisante d’une autre maladie fréquente chez le veau nouveau-né : l’hypothermie. Celle-ci est généralement liée à des conditions de milieu difficiles après le vêlage.
Une autre maladie fréquente chez le nouveau-né est l'omphalite. Il s'agit d'une inflammation de l'ombilic. Les microbes responsables de l'infection peuvent remonter le long des veines ombilicales et provoquer des complications d'abcès au niveau du foie et de la vessie ou encore des problèmes d'arthrite ou une péritonite. Les symptômes sont l'hypothermie et l'abattement, et un gonflement de l'ombilic.

## La vache après le vêlage

### La délivrance
Dans les 24 heures qui suivent le vêlage, la femelle expulse les enveloppes fœtales. Il arrive que cette dernière phase du vêlage ne se déroule pas en temps voulu. On parle alors de rétention placentaire. La rétention placentaire est assez fréquente en élevage, notamment chez les vaches laitières où elle touche 10 % des animaux, contre 6 % en élevage allaitant. La rétention placentaire peut causer des complications comme un retard d’involution utérine ou une métrite.

### L’involution utérine
Tout au long de la gestation, l’utérus s’est allongé et a pris du volume pour pouvoir accueillir le fœtus. Par la suite, il doit reprendre sa taille normale en vue de la prochaine gestation. Cette étape obligatoire est l’involution utérine, qui va voir l’utérus passer d’un poids de 10 kg à 500 g, et d’une longueur de 1 m à 15 cm. Elle dure généralement 1 mois. L’involution du col de l’utérus est un peu plus longue et demande environ 45 jours. L’involution est un phénomène de type inflammatoire, permis par un afflux de globules blancs polynucléaires au niveau de l’utérus. L’utilisation d’anti-inflammatoires, par exemple pour traiter une métrite, va donc ralentir cette involution et le retour en chaleur de la vache.

### Production laitière

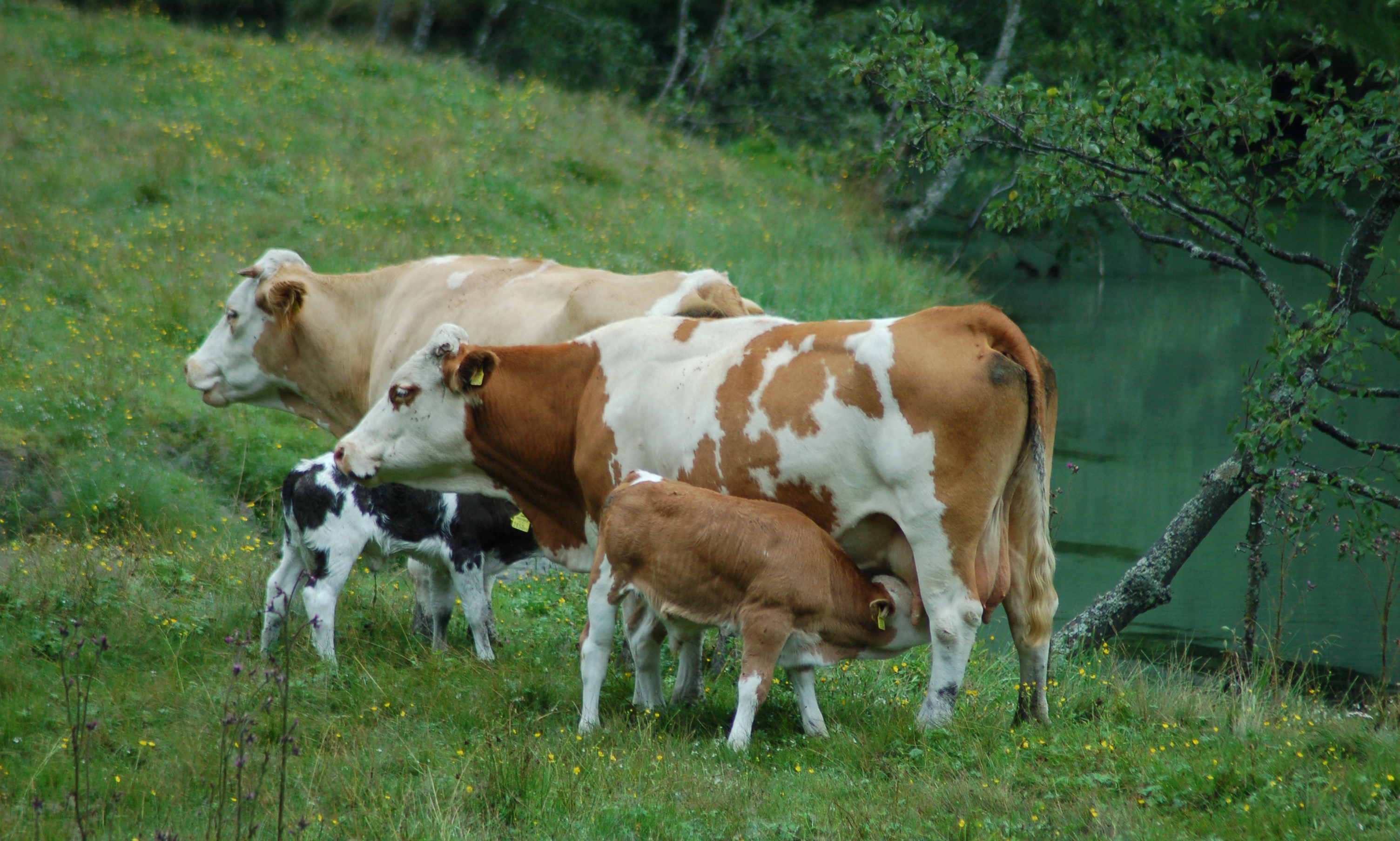
Vaches allaitant leurs veaux

### Pathologies pouvant faire suite au vêlage
Le vêlage, notamment s’il a été difficile ou suivi d’une rétention placentaire, peut être suivi par une métrite. Cette inflammation de l’utérus est engendrée par une infection microbienne permise par l'ouverture du col à ce moment-là. Elle se caractérise par de la fièvre, une baisse de l'appétit et de la production et des écoulements vulvaires purulents et malodorants.
Les vaches laitières souffrent parfois d’une maladie d’ordre métabolique que l’on nomme fièvre de lait ou fièvre vitulaire. Ce trouble se développe généralement dans les 48 heures qui suivent le vêlage. Il s’agit d’une hypocalcémie liée à un excès de calcitonine, l’hormone qui diminue la mobilisation du calcium osseux. Cette hormone empêche l’animal de puiser dans ses réserves normales de calcium osseux à un moment où les besoins sont très forts, 1 l de colostrum contenant 1,7 g de calcium. La fièvre de lait se traduit par l’incapacité de l’animal à se relever, qui peut être suivie de coma avec des tremblements. La fièvre de lait se soigne par l’injection de gluconate de calcium pour rétablir la calcémie. Elle peut être prévenue par l’injection de vitamine D3 au cours des jours précédant le vêlage.